# Villegongis
Villegongis ist eine französische Gemeinde mit 103 Einwohnern (Stand: 1. Januar 2022) im Département Indre in der Region Centre-Val de Loire. Villegongis gehört zum Arrondissement Châteauroux und zum Kanton Levroux. Die Einwohner werden Villegongissois und Villegongissoises genannt.

## Geographie
Villegongis liegt etwa 15 Kilometer nordnordwestlich von Châteauroux. Umgeben wird Villegongis von den Nachbargemeinden Francillon im Norden und Nordwesten, Levroux im Norden und Nordosten, Vineuil im Osten und Südosten, Chezelles im Süden und Südwesten sowie Saint-Lactencin im Westen und Südwesten.

## Bevölkerungsentwicklung
| Jahr                       | 1962 | 1968 | 1975 | 1982 | 1990 | 1999 | 2006 | 2017 |
| Einwohner                  | 195  | 138  | 117  | 130  | 111  | 100  | 140  | 113  |
| Quellen: Cassini und INSEE |      |      |      |      |      |      |      |      |

## Sehenswürdigkeiten

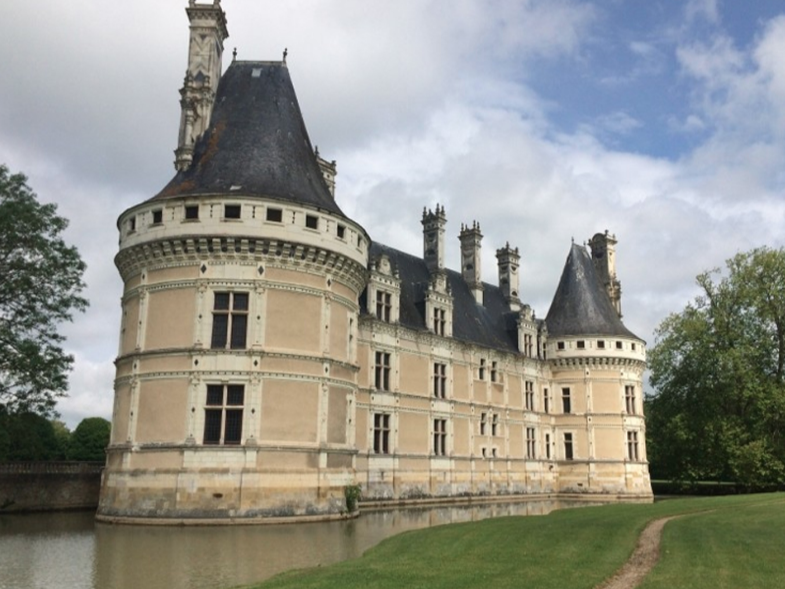
Schloss Villegongis

- Kirche Saint-Martin aus dem 15. Jahrhundert
- Schloss Villegongis mit Ursprüngen aus dem 16. Jahrhundert, seit 1928 in Teilen als Monument historique eingeschrieben, seit 1949 sind restliche Teile klassifiziert